# نسيتوموماب
نسيتوموماب هو جسم مضاد وحيد النسيلة مضاد للسرطان.
حتى تشرين الأول 2009، كانت هناك تجربتان سريريتان يخطط لهما لدراسة استخدام نسيتوموماب في علاج سرطانة خلية الرئة غير الصغيرة.